# Karosa LP 30
Karosa LP 30 (též Caravan-Hotel Karosa LP 30) je typ lůžkového autobusového přívěsu, který ve druhé polovině 60. let 20. století vyrobil v osmi kusech československý podnik Karosa.

## Konstrukce

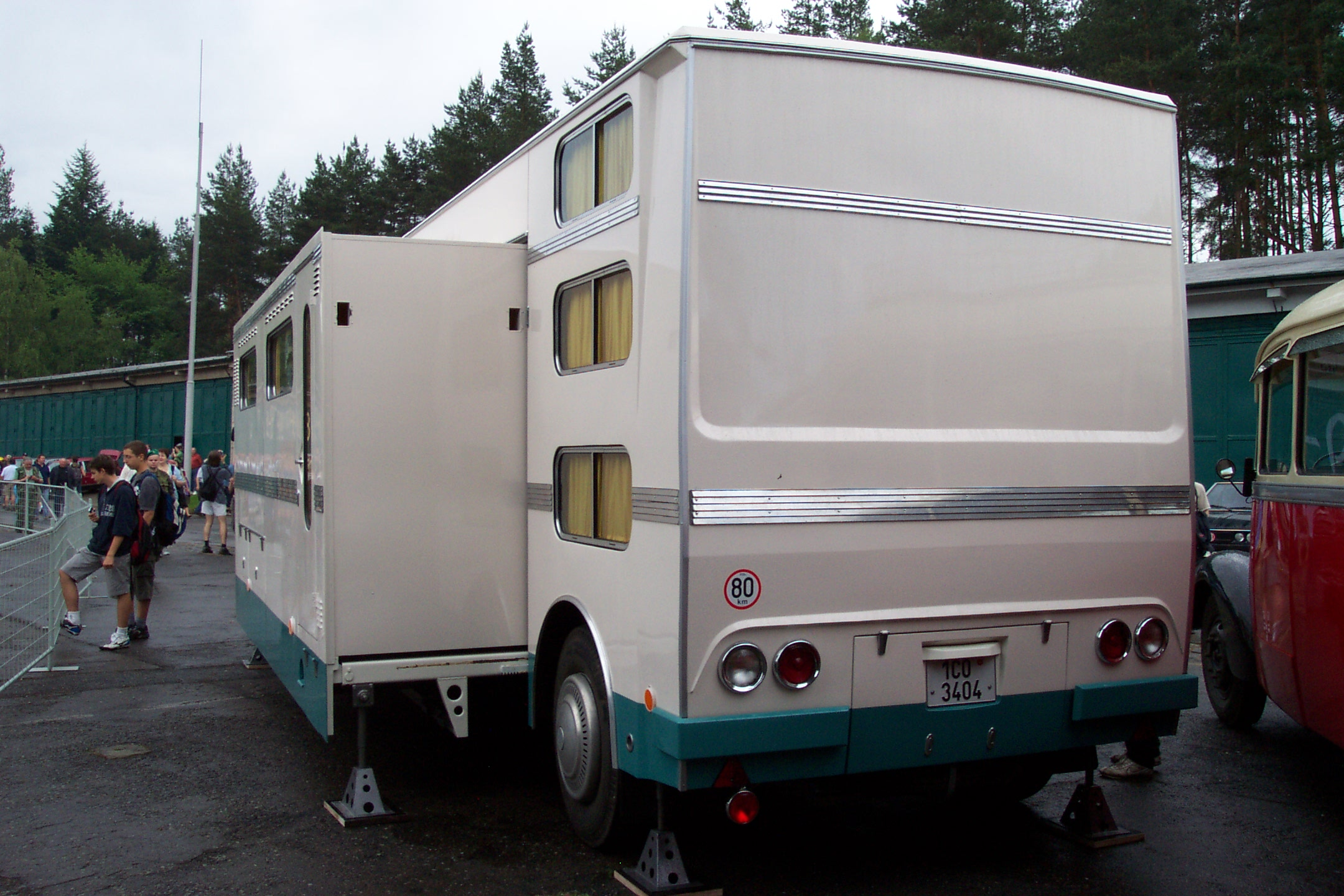
Vysunutá část rotelu

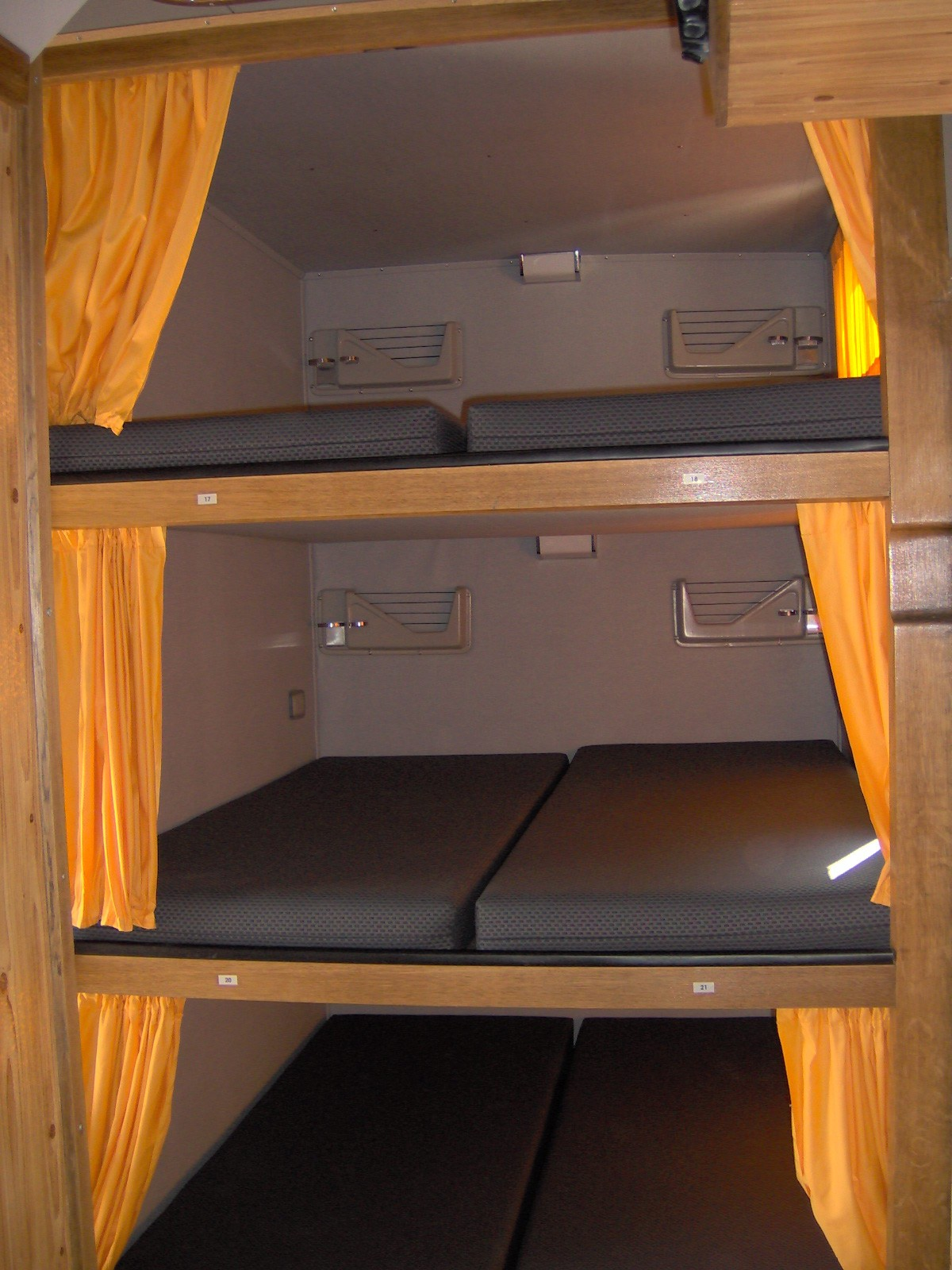
Interiér vozu – dvoulůžkové kabinky

Dvounápravový rotel LP 30 má samonosnou karoserii skříňové konstrukce. Obě jeho nápravy byly řízené podle vychýlení tažné oje vozu. Díky tomu bylo zajištěno, že přívěs pojede přibližně v trase táhnoucího autobusu. Rotel byl vybaven samostatným naftovým topením, aktivní ventilací, nádržemi na užitkovou a odpadní vodu z umýváren a třísystémovou elektroinstalací. Střední levá část přívěsu se po zaparkování vysunovala, čímž se zpřístupnila ulička uvnitř přívěsu. Ta byla přístupná dvěma dveřmi v pravé bočnici. Uvnitř rotelu se nacházelo celkem 30 lůžek rozdělených do jednolůžkových (6x) a dvoulůžkových kabinek (12x), dvě převlékárny (pánská a dámská) a dvě umývárny. Ve vysunuté části bylo umístěno WC přístupné samostatnými dvířky v levé bočnici. Každé lůžko mělo samostatné osvětlení, vlastní větrání, věšáky, odkládací prostor a držáky pro láhev a sklenici. K výbavě přívěsu také patřil stanový přístřešek, který mohl být postaven před pravou bočnicí, skládací stolky a židle, vysavač a rádio. Přeprava osob během jízdy byla v rotelu zakázána.

## Výroba a provoz
O výrobě lůžkového obytného přívěsu bylo rozhodnuto v polovině 60. let, kdy se vyskytovaly problémy s ubytováním zájezdů (bylo nedostupné, drahé či politicky nežádoucí). Jako jeho tahač byl určen luxusní dálkový autobus Karosa ŠD 11 „Evropabus“ (vyrobeno celkem 100 kusů) či po úpravě starší autokar Škoda 706 RTO LUX. Rotel LP 30 byl vyráběn v letech 1967 až 1970 v počtu osmi kusů. Získaly jej tyto subjekty:
- Mezinárodní svaz studentstva Praha
- RaJ Pardubice (1976 prodán Dopravnímu podniku města Pardubic, 1991 prodán UNIONu Vysoké Mýto)[1]
- ČSAD Brno
- RaJ Hořovice
- EUROTEX Blansko
- RaJ Žilina
- majitelé posledních dvou vozů nejsou známi

## Historické vozy

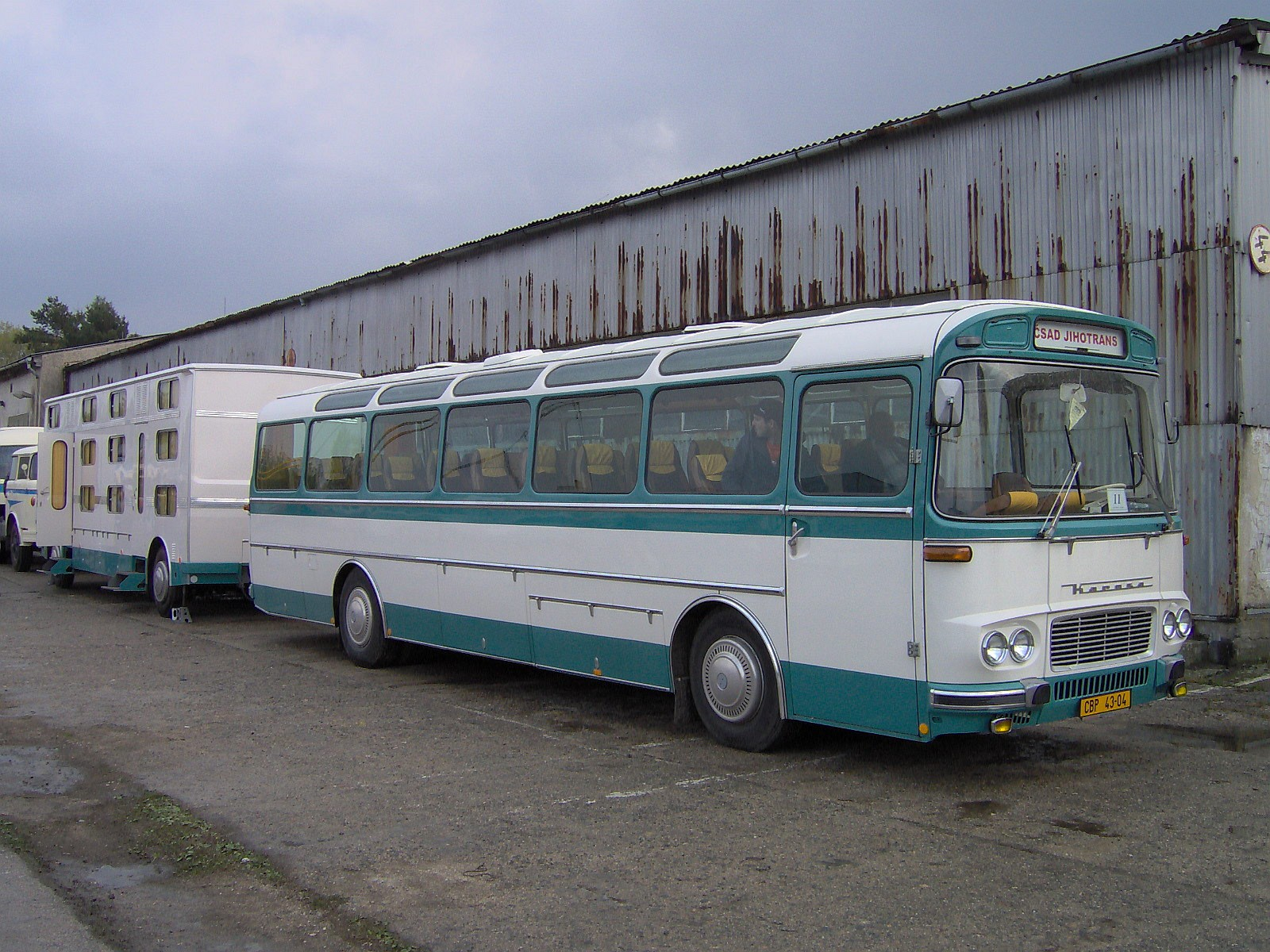
Autobus Karosa ŠD 11 s přívěsem LP 30

Roku 2019 byly známy tři zachované kusy. Vůz s výrobní číslem 007 se zachoval odstavený v Horní Bečvě (jeho majitelem byl v té době CKM Olomouc). V roce 2003 jej zakoupil dopravce ČSAD Jihotrans, renovoval jej do původního stavu a zařadil ho mezi svá historická vozidla v soupravě s „Evropabusem“ ŠD 11. Vůz s výrobním číslem 002 byl poslední desítky let odstaven v kempu na Náchodsku a sloužil jako statická chatka pro ubytování hostů. V roce 2019 jej získalo Regionální muzeum ve Vysokém Mýtě, které jej plánovalo zrenovovat. Třetí známý vůz není opravený a vlastní ho soukromá osoba.
- ČSAD Jihotrans (v soupravě s autobusem Karosa ŠD 11)
- Regionální muzeum ve Vysokém Mýtě (plánovaná renovace)
- soukromá osoba